# Imbuia
Imbuia es un municipio brasileño del estado de Santa Catarina. Tiene una población estimada al 2022 de 5982 habitantes. Forma parte de la Región metropolitana del Alto Valle de Itajaí.

## Toponimia
Imbuia es el nombre del árbol Lauraceae Ocotea porosa que era abundante en la zona en la época de la colonización.

## Historia
La colonización de Imbuia, en la época llamada Alto Rio dos Bugres, se inició en 1922 con la llegada de los primeros inmigrantes alemanes.
Se formó como distrito en 1957 y se emancipó como municipio en 1962, emancipándose de Ituporanga.